# Donald McKellow
Donald Arthur "Don" McKellow (Londres, 7 de maio de 1925 – 4 de maio de 2022) foi um ciclista britânico.
Representou o Reino Unido dos 1.000 metros contrarrelógio nos Jogos Olímpicos de 1952, em Helsinque e terminou em quinto lugar.

## Morte
Donald morreu no dia 4 de maio de 2022, aos 95 anos de idade.